# آثار تاریخی شهرستان تربت جام
آثار تاریخی شهرستان تربت جام واقع در استان خراسان رضوی ایران:
- مجموعه آرامگاهی شیخ احمد جام
- مقبره ابوذر بوزجانی
- قلعه گبری
- پل خاتون
- آرامگاه خواجه حسام
- قلعه گوش‌لاغر
- گنبد فیروزشاهی
- آرامگاه شاه قاسم انوار
- مجموعه تاریخی عباس‌آباد
- مجموعه تاریخی خواجه عزیزالله
- محوطه شهر باستانی خرگرد
- حمام عزت
- رباط شاه‌عباسی تربت جام
- مدرسه فخرالمدارس
- مسجد علوی